# Carynota marmorata
Carynota marmorata är en insektsart som beskrevs av Thomas Say. Carynota marmorata ingår i släktet Carynota och familjen hornstritar. Inga underarter finns listade i Catalogue of Life.